# Emilie Beneš Brzezinski

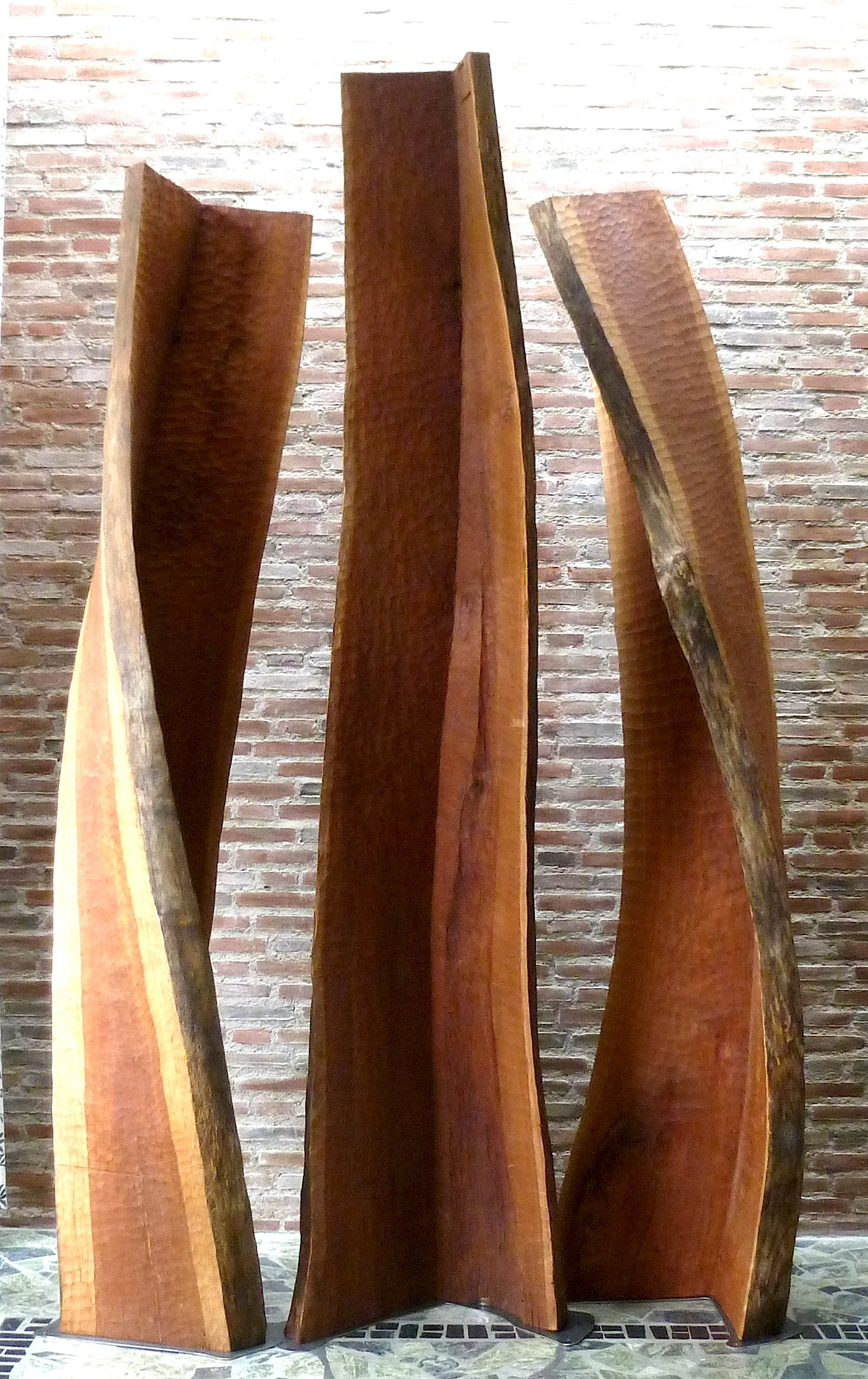
Cherry Pantomime

Emilie Beneš Brzezinski, geb. Emilie Anna Beneš (* 21. Januar 1932 in Genf; † 22. Juli 2022 in Jupiter, Florida) war eine schweizerisch-US-amerikanische Bildhauerin. Sie war die Witwe des Politikwissenschaftlers Zbigniew Brzeziński.

## Leben
Emilie Beneš, eine Grossnichte von Edvard Beneš, wurde in Genf geboren. Sie studierte Kunst am Wellesley College in Massachusetts. 1961 heiratete sie Zbigniew Brzeziński. Neben der Erziehung ihrer drei Kinder widmete sie sich der Bildhauerei. 1981 hatte sie ihre erste Einzelausstellung in der Galerie der American University in Washington, D.C.
Seit den 1980er Jahren arbeitete sie hauptsächlich mit Holz. Ihre monumentale Skulptur aus dem Jahr 1993 mit dem Titel Lintel, gestaltet aus abgeholzten Kirschbäumen und dann in Bronze gegossen, befindet sich in der Sammlung Grounds for Sculpture, einem Skulpturenpark und Museum in New Jersey. Sie stellte 2003 auf der Biennale von Florenz aus und wurde 2005 eingeladen, an der Vancouver International Sculpture Biennale teilzunehmen.

## Familie
Kurz nach ihrer Graduierung am Wellesley College heiratete sie im Mai 1961 den in Polen geborenen, in den USA eingebürgerten Immigranten Zbigniew Brzeziński. Dieser wurde später Sicherheitsberater von Präsident Jimmy Carter. Das Paar hatte drei Kinder: Der älteste Sohn Ian Brzezinski ist Militärexperte; von 2001 bis 2005 war er Stellvertretender Staatssekretär im Verteidigungsministerium der Vereinigten Staaten für Europa- und NATO-Politik während der Präsidentschaft George W. Bushs. Der zweite Sohn Mark Brzezinski ist Diplomat und gegenwärtig (2022) US-Botschafter in Polen. Das jüngste Kind, die Tochter Mika Brzezinski, ist Fernsehmoderatorin und Journalistin. Sie moderiert bei MSNBC die tägliche Fernsehsendung Morning Joe zusammen mit dem früheren republikanischen Politiker Joe Scarborough, mit dem sie seit 2018 verheiratet ist.
Der Mathematiker Václav E. Beneš ist ihr Bruder.